# Jostmühle

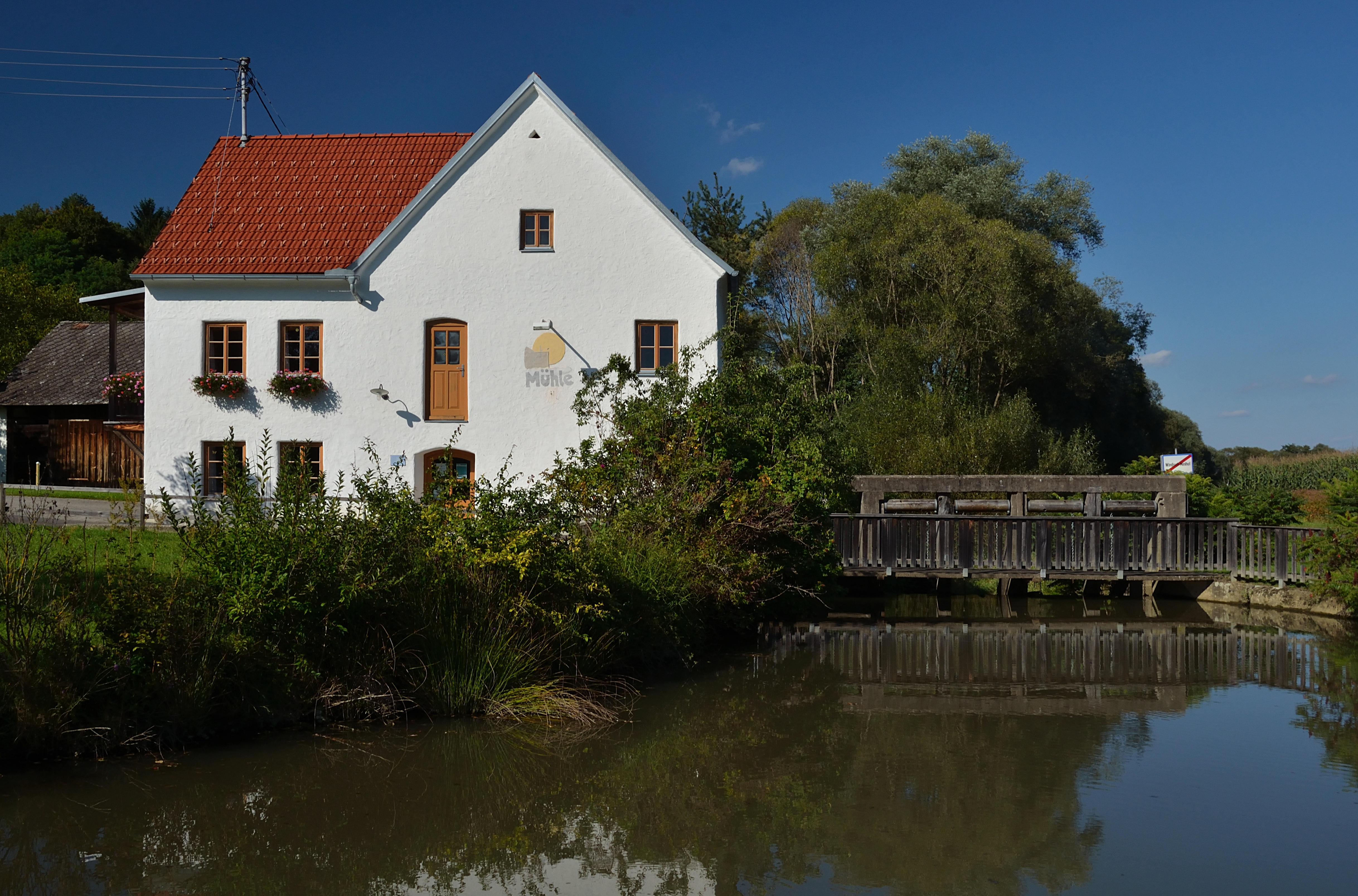
Jostmühle

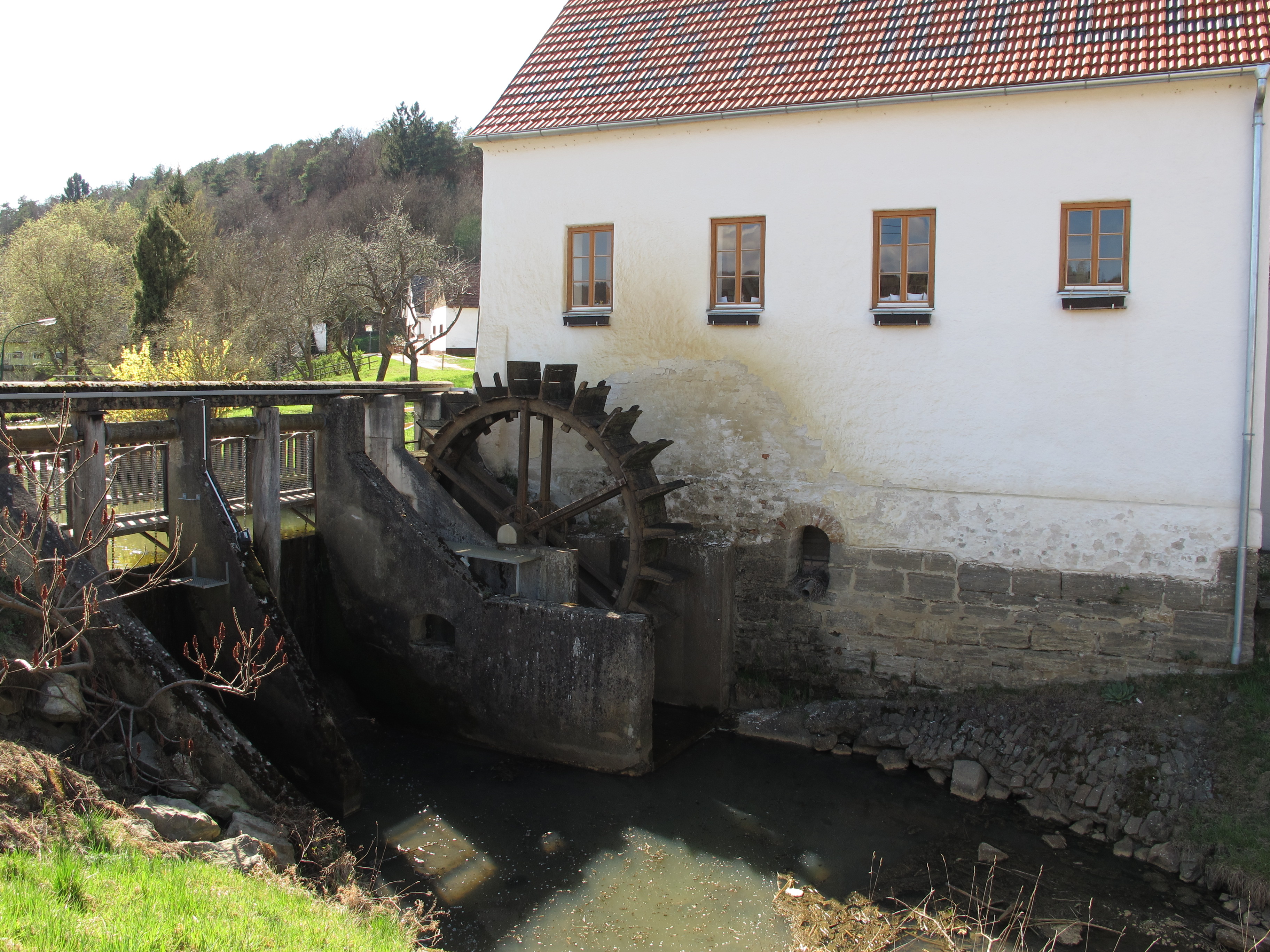
Jostmühle

Die Jostmühle ist eine Wassermühle am Doiberbach in der Katastralgemeinde Windisch-Minihof der Gemeinde Minihof-Liebau im Bezirk Jennersdorf im Burgenland.
Sie wird als Schaumühle geführt und fallweise als Produktionsmühle für Aufträge in Betrieb gesetzt. Sie ist die letzte funktionstüchtige Wassermühle im Naturpark Raab-Őrség-Goričko in Österreich.

## Geschichte
Ursprünglich gab es am Doiberbach zwei Mühlen: die  Einfaltmühle, die schon im Jahr 1858 zwischen Minihof-Liebau und Windisch-Minihof auf von der Gräfin Antonia Batthyány gestifteten Böden gebaut wurde, und die Jostmühle. Die Einfaltmühle brannte um 1900 ab. Sie wurde an der Einmündung des Mühlgrabenbaches in den Doiberbach, etwas bachaufwärts und näher zu Minihof-Liebau, neu errichtet. Die Einfalt- und die Jostmühle, die miteinander konkurrierten, wurden zur selben Zeit errichtet. Die Einfaltmühle stellte den Betrieb jedoch bereits in den 1960er Jahren ein und ist heute nach einem Umbau ein Beherbergungsbetrieb. Die Jostmühle wurde bis 1998, dem Zeitpunkt, da Karl Jost, der letzte Müller und Enkel des Erbauers in den Ruhestand ging, in Betrieb gehalten – in den letzten Jahren jedoch nur noch auf Nachfrage. Zwischen 2000 und 2002 wurde die Mühle revitalisiert und als Schaumühle und Kulturzentrum wiedereröffnet.